# اولیویا هولد
اولیویا هولد (انگلیسی: Olivia Holdt؛ زادهٔ ۷ ژوئن ۲۰۰۱) بازیکن فوتبال اهل دانمارک است.
وی همچنین در تیم‌های ملی فوتبال Denmark women's national under-17 football team, Denmark women's national under-19 football team، زنان دانمارک، و زنان دانمارک، بازی کرده‌است.